# 集団線量
集団線量（しゅうだんせんりょう、英語：collective dose）とは、集団を対象にした放射線の線量評価のために評価対象とする集団における1人当たりの個人被曝線量を全て加算したもの。原子炉に起因する社会的リスクを把握するための指標で、疫学研究の手段として意図された指標ではない。原子炉の立地審査や核実験による放射性降下物や原子力事故などの重大事故の評価等に使われる。人・Svの単位で表す。

## 原子力事故の際の指標
原子力施設を設計するに当たっては、仮想的な過酷事故時の集団線量が受容可能なレベルを超えてはならないことが定められている。日本原子力研究開発機構(平成21年)では立地条件として、仮想事故の際に「ある距離」内の集団線量が2万人Sv以下（1962年の原子力貨客船サヴァンナの構内運行手引きの例から）であればリスクは小さいと見なしているが国際的に認められた集団線量の限度値はない。

## 集団線量の例
集団線量の例（出典 UNSCEAR-2008、UNSCEAR-1993）
- 大気圏核実験(502回、440メガトン)によるもの 2230万 人・Sv[3]
- チェルノブイリ原子力発電所事故によるもの
  - 全世界への影響 60万 人・Sv[3]
  - 避難者およびベラルーシ、ロシア、ウクライナ、その他ヨーロッパの住民の合計は、32万人・Sv[4]
  - 復旧作業者は、6万1,000人・Sv[4]
- スリーマイル島原発事故 40 人・Sv[4]
- 東海村臨界事故 0.6 人・Sv 以下[4]

直線しきい値なし仮説を敷衍すると、大集団が微小な放射線量に被曝した場合も、小人数が多めの放射線量に被曝した場合も、どちらも発生する健康被害は変わらないという結論になる。その為、例えば、100ミリシーベルト（一般公衆の年間線量限度の100倍）を200人が被曝する場合と、1マイクロシーベルトを2000万人が被曝する場合では、各個人の受ける被害が異なるが、全体では癌死する人数が同じになると評価される（これは科学的に実証されている訳ではなく、現在では仮説の1つであることに注意）。このとき、被ばく線量の分布を積分したものが、集団線量であり、単位は人・Svである。2つの例では、いずれも集団線量は20[人・Sv]になり、ICRP勧告60の比例係数0.05を用いると、被曝した人の中の1人が癌で死亡する被曝であると評価される。

## 適用限界
国際放射線防護委員会 (ICRP) の2007年勧告では、集団線量（人・Sv）は、放射線防護手段を比較するための道具であって、疫学的調査に用いるのは不適切であると明示された。特に、ごく微量な線量に被ばくした大集団についてガン発生数を求めるために用いてはならないとした。
またICRPの見解では、集団線量は、これから設置しようとする原子力施設（または線源）が複数案ある時、どちらが社会への影響が少ないか比較する道具としては用いてもよいが、既にある原子力施設（または原子力事故などの線源）が何人の健康を損なうかの評価に使うのは正しくないということを意味する。これは、集団線量は仮想の平均的集団がある線源から受ける損害の指標であって、単なる個人の線量の集積ではないことによる。
草間朋子によれば、直線しきい値なし仮説は、リスクを多めに見積もる保守的評価である。実際に発生した原子力事故の集団線量から健康被害を計算すると、直線しきい値無し仮説によって算出されたリスクは、実際のリスクよりも過大になる。